# Coupe Memorial 2017
 (mars 2022).
Les normes d'accessibilité du Web doivent être respectées sur les articles liés au hockey sur glace.
Les articles possédant ce bandeau sont listés dans la catégorie:Article hockey sur glace non accessible.
Les points d'amélioration suivants sont les cas les plus fréquents :
- Tableaux de données : utiliser les modèles préformatés déjà disponibles ou consulter l'aide ;
- Listes à puces : les listes à puces sont créées grâces aux astérisques. Il ne doit pas y avoir de ligne vide entre deux astérisques ;
- Langue : tout changement de langue doit être signalé grâce au modèle {{langue}} ou au paramètrelangue=quand le modèle {{Lien web}} est utilisé dans les références ;
- Alternative textuelle : toute image doit être accompagnée d'une description sommaire (à ne pas confondre avec la légende).

Voir aussi Wikipédia:Atelier accessibilité/Bonnes pratiques.
Nota : ce bandeau ne concerne pas les problèmes d'accessibilité dus aux modèles utilisés.
Navigation
Édition précédente Édition suivante
L'édition 2017 de la Coupe Memorial est présentée du 19 au 28 mai à Windsor, dans la province de l'Ontario au Canada. Elle regroupe les champions de chacune des divisions de la Ligue canadienne de hockey (LCH), soit la Ligue de hockey junior majeur du Québec (LHJMQ), la Ligue de hockey de l'Ontario (LHO) et la Ligue de hockey de l'Ouest (LHOu).

## Formule du tournoi
Pour le tour préliminaire, les quatre équipes participantes sont rassemblées dans une poule unique où elles s'affrontent toutes une fois. Une victoire rapporte 2 points tandis qu'une défaite n'en donne aucun. L'attribution des points reste la même que la rencontre se décide dans le temps réglementaire ou en prolongations. Le premier se qualifie directement pour la finale tandis que le deuxième et le troisième joue une demi-finale pour déterminer la seconde équipe finaliste.
Dans le cas où les deux derniers sont à égalité de points, un match d'élimination est joué pour déterminer l'équipe demi-finaliste. Si trois équipes sont à égalité pour les deux places en demi-finale, les nombres de buts inscrits et encaissés lors des rencontres entre les équipes concernées sont additionnés et divisés par le nombre de buts inscrits. L'équipe possédant le plus grand pourcentage se qualifie pour la demi-finale tandis que les deux autres joue un match d'élimination. S'il y a toujours égalité, les buts inscrits et encaissés lors de la rencontre contre le premier du classement sont alors pris en compte.
Dans le cas où les deux premiers sont à égalité de points, le vainqueur de la rencontre les ayant opposés se qualifie pour la finale. Si les trois premiers du classement sont à égalité, les nombres de buts inscrits et encaissés lors des rencontres entre les équipes concernées sont additionnés et divisés par le nombre de buts inscrits. L'équipe possédant le plus grand pourcentage se qualifie pour la finale tandis que les deux autres joue la demi-finale. S'il y a toujours égalité, les buts inscrits et encaissés lors de la rencontre contre le dernier du classement sont alors pris en compte.

## Effectifs
Voici la liste des joueurs représentant chaque équipe :
| Pos. | No. | Joueur            |
| ---- | --- | ----------------- |
| G    | 30  | Joseph Murdaca    |
| G    | 33  | Troy Timpano      |
| D    | 2   | Mitchell Byrne    |
| D    | 6   | Jordan Sambrook   |
| D    | 14  | Erik Cernak       |
| D    | 20  | Josh Wainman      |
| D    | 24  | Darren Raddysh    |
| D    | 25  | T. J. Fergus      |
| D    | 47  | Owen Headrick     |
| D    | 49  | Cameron Lizette   |
| A    | 7   | Christian Girhiny |
| A    | 9   | Kyle Maksimovich  |
| A    | 12  | Alex DeBrincat    |
| A    | 15  | Kyle Pettit       |
| A    | 17  | Taylor Raddysh    |
| A    | 19  | Dylan Strome      |
| A    | 21  | Patrick Fellows   |
| A    | 22  | Anthony Cirelli   |
| A    | 27  | Ivan Lodnia       |
| A    | 37  | Warren Foegele    |
| A    | 39  | Gera Poddubnyi    |
| A    | 42  | Haydn Hopkins     |
| A    | 46  | Cade Robinson     |

| Pos. | No. | Joueur              |
| ---- | --- | ------------------- |
| G    | 40  | Callum Booth        |
| G    | 33  | Alex D'Orio         |
| D    | 2   | Bailey Webster      |
| D    | 4   | Simon Bourque       |
| D    | 5   | Thomas Chabot       |
| D    | 26  | David Comeau        |
| D    | 34  | Chase Stewart       |
| D    | 36  | Alexandre Bernier   |
| D    | 38  | Jakub Zboril        |
| A    | 7   | Kyle Ward           |
| A    | 9   | Joseph Veleno       |
| A    | 10  | Nathan Noel         |
| A    | 12  | Julien Gauthier     |
| A    | 14  | Samuel Leblanc      |
| A    | 15  | Matthew Highmore    |
| A    | 16  | Samuel Dove-McFalls |
| A    | 18  | Spencer Smallman    |
| A    | 21  | Mathieu Joseph      |
| A    | 24  | Cédric Paré         |
| A    | 27  | Matt Green          |
| A    | 37  | Cole Reginato       |
| A    | 51  | Bokondji Imama      |

| Pos. | No. | Joueur               |
| ---- | --- | -------------------- |
| G    | 32  | Mario Culina         |
| G    | 64  | Michael DiPietro     |
| D    | 5   | Austin McEneny       |
| D    | 8   | Connor Corcoran      |
| D    | 17  | Logan Stanley        |
| D    | 28  | Tyler Nother         |
| D    | 31  | Mikhail Sergachev    |
| D    | 51  | Jalen Chatfield      |
| D    | 74  | Sean Day             |
| A    | 7   | Tyler Angle          |
| A    | 10  | Jeremiah Addison     |
| A    | 13  | Gabriel Vilardi      |
| A    | 19  | Adam Laishram        |
| A    | 21  | Logan Brown          |
| A    | 25  | Julius Nattinen      |
| A    | 26  | Cole Purboo          |
| A    | 27  | Hayden McCool        |
| A    | 37  | Graham Knott         |
| A    | 61  | Luke Boka            |
| A    | 91  | Aaron Luchuk         |
| A    | 96  | Cristiano DiGiacinto |
| A    | 97  | Jeremy Bracco        |

| Pos. | No. | Joueur            |
| ---- | --- | ----------------- |
| G    | 1   | Carl Stankowski   |
| G    | 29  | Matt Berlin       |
| D    | 2   | Austin Strand     |
| D    | 3   | Anthony Bishop    |
| D    | 4   | Turner Ottenbreit |
| D    | 5   | Jarret Tyszka     |
| D    | 6   | Aaron Hyman       |
| D    | 7   | Reece Harsch      |
| D    | 25  | Ethan Bear        |
| A    | 8   | Scott Eansor      |
| A    | 11  | Elijah Brown      |
| A    | 12  | Ryan Gropp        |
| A    | 13  | Mathew Barzal     |
| A    | 16  | Alexander True    |
| A    | 17  | Tyler Adams       |
| A    | 18  | Sami Moilanen     |
| A    | 19  | Donovan Neuls     |
| A    | 20  | Zack Andrusiak    |
| A    | 21  | Matthew Wedman    |
| A    | 23  | Luke Ormsby       |
| A    | 26  | Nolan Volcan      |
| A    | 28  | Keegan Kolesar    |

## Résultats

### Tour préliminaire
| 19 mai | Spitfires de Windsor | 3-2 | Sea Dogs de Saint-Jean | WFCU Centre |

| 20 mai | Thunderbirds de Seattle | 2-4 | Otters d'Erie | WFCU Centre |

| 21 mai | Thunderbirds de Seattle | 1-7 | Spitfires de Windsor | WFCU Centre |

| 22 mai | Sea Dogs de Saint-Jean | 5-12 | Otters d'Erie | WFCU Centre |

| 23 mai | Sea Dogs de Saint-Jean | 7-0 | Thunderbirds de Seattle | WFCU Centre |

| 24 mai | Otters d'Erie | 2-4 | Spitfires de Windsor | WFCU Centre |

### Phase finale

#### Demi-finale
| 26 mai | Sea Dogs de Saint-Jean | 3-6 | Otters d'Erie | WFCU Centre |

#### Finale
| 28 mai | Otters d'Erie | 3-4 | Spitfires de Windsor | WFCU Centre |

## Classement
Ci-après le classement à l'issue du tour préliminaire :
| Équipe                             | PJ | V | D | BP | BC |
| ---------------------------------- | -- | - | - | -- | -- |
| Spitfires de Windsor (LHO / hôtes) | 3  | 3 | 0 | 14 | 5  |
| Otters d'Erie (LHO)                | 3  | 2 | 1 | 18 | 11 |
| Sea Dogs de Saint-Jean (LHJMQ)     | 3  | 1 | 2 | 14 | 15 |
| Thunderbirds de Seattle (LHOu)     | 3  | 0 | 3 | 3  | 18 |

 Équipe directement qualifiée pour la finale
 Équipe qualifiée pour la demi-finale

## Statistiques

### Meilleurs pointeurs
| Clt | Joueur           | Équipe                 | PJ | B | A | Pts | Pun |
| --- | ---------------- | ---------------------- | -- | - | - | --- | --- |
| 1   | Dylan Strome     | Otters d'Érié          | 5  | 7 | 4 | 11  | 8   |
| 2   | Taylor Raddysh   | Otters d'Érié          | 5  | 5 | 6 | 11  | 0   |
| 3   | Alex DeBrincat   | Otters d'Érié          | 5  | 2 | 8 | 10  | 2   |
| 4   | Jeremy Bracco    | Spitfires de Windsor   | 4  | 3 | 5 | 8   | 2   |
| 5   | Darren Raddysh   | Otters d'Érié          | 5  | 3 | 5 | 8   | 0   |
| 6   | Anthony Cirelli  | Otters d'Érié          | 5  | 1 | 7 | 8   | 0   |
| 7   | Warren Foegele   | Otters d'Érié          | 5  | 2 | 5 | 7   | 4   |
| 8   | Gabriel Vilardi  | Spitfires de Windsor   | 4  | 0 | 7 | 7   | 0   |
| 9   | Jeremiah Addison | Spitfires de Windsor   | 4  | 5 | 1 | 6   | 2   |
| 10  | Julien Gauthier  | Sea Dogs de Saint-Jean | 4  | 2 | 4 | 6   | 0   |

### Meilleurs gardiens
| Clt | Joueur           | Équipe               | PJ | V | D | DP | Bl | Moy  | %Arr  |
| --- | ---------------- | -------------------- | -- | - | - | -- | -- | ---- | ----- |
| 1   | Michael DiPietro | Spitfires de Windsor | 4  | 4 | 0 | 0  | 0  | 2,00 | 0,932 |
| 2   | Troy Timpano     | Otters d'Érié        | 5  | 3 | 2 | 0  | 0  | 3,66 | 0,832 |
| 3   | Callum Booth     | Sea Dogs de St-Jean  | 4  | 1 | 2 | 0  | 1  | 4,06 | 0,875 |

## Honneurs individuels
Cette section présente les meilleurs joueurs du tournoi.

### Trophées
- Trophée Stafford-Smythe (meilleur joueur) :  Dylan Strome (Otters d'Érié)
- Trophée George-Parsons (meilleur esprit sportif) :  Anthony Cirelli (Otters d'Érié)
- Trophée Hap-Emms (meilleur gardien) : Michael DiPietro (Spitfires de Windsor)
- Trophée Ed-Chynoweth (meilleur buteur) : Dylan Strome (Otters d'Érié)

### Équipe d'étoiles
- Gardien : Michael DiPietro (Spitfires de Windsor)
- Défenseurs : Darren Raddysh (Otters d'Érié) et Mikhail Sergachev (Spitfires de Windsor)
- Attaquants : Gabriel Vilardi (Spitfires de Windsor), Alex DeBrincat (Otters d'Érié) et Taylor Raddysh (Otters d'Érié)